# Grevenmacher
Grevenmacher (lussemburghese: Gréiwemaacher) è un comune del Lussemburgo orientale con lo status di città. È il capoluogo del cantone e del distretto omonimi. La città si trova al confine con la Germania, sulla sponda sinistra della Mosella, in una zona ricca di vitigni.
Nel 2005, la città di Grevenmacher, capoluogo del comune che si trova nella parte orientale del suo territorio, aveva una popolazione di 3 734 abitanti. Nella città ha sede uno dei sei quartieri generali regionali della polizia granducale.

## Sport

### Calcio
La squadra principale della città è il Club Sportif Grevenmacher, vincitore nel 2003 del campionato lussemburghese.